# جسم مضاد أحادي النطاق
الجسم الضدي أحادي النطاق (بالإنجليزية: single-domain antibody)‏، المعروف أيضًا بالجسم النانوي، قطعة من الضد تتألف من نطاق ضدي متغير أحادي القسيمة. يستطيع هذا القسم الارتباط انتقائيًا بمولد الضد النوعي مثل الجسم الضدي الكامل. يبلغ وزنه الجزيئي 12-15 كيلو دالتون فقط، وهو أصغر بكثير من الضد العادي (150-160 كيلو دالتون) الذي يحمل سلسلتين بروتينيتين ثقيلتين وسلسلتين خفيفتين، وأصغر أيضًا من قطع «فاب» (القطع الرابطة لمولد الضد، 50 كيلو دالتون تقريبًا، وتتألف من سلسلة خفيفة واحدة ونصف سلسلة ثقيلة) وقطع السلاسل المفردة المتغيرة (25 كيلو دالتون تقريبًا، وتتألف من نطاقين متغيرين، أحدهما من السلسلة الخفيفة والآخر من الثقيلة).
كُشف أول جسم ضدي أحادي النطاق مُشتق من أضداد ثقيلة السلسلة في الجمليات، وسُمي قطع في إتش إتش. تملك الأسماك الغضروفية أيضًا أضدادًا مؤلفةً من سلاسل ثقيلة (مستقبل مولد الضد الجديد للغلوبيولين المناعي «إن إيه آر») يمكن من خلاله الحصول على أضداد أحادية النطاق تُسمى في إن إيه آر. يمكن أيضًا اتباع طرق بديلة لتقسيم النطاقات المتغيرة ثنائية القسيمات من الغلوبيولين المناعي الأصلي جي الموجود في البشر أو الفئران إلى قسيمات أحادية. تعتمد أغلب الأبحاث المتوافرة حاليًا حول الأضداد أحادية النطاق على نطاقات السلسة الثقيلة المتغيرة، لكن الأجسام النانوية المشتقة من السلاسل الخفيفة أظهرت أيضًا قدرتها على الارتباط نوعيًا إلى الحاتمات المستهدفة.
يبدو أن الأضداد الجملية أحادية النطاق تملك خصائص نوعيةً مماثلةً للأضداد العادية، وتكون أكثر قوةً منها في بعض الحالات. يمكن عزل هذه الأضداد بسهولة باستخدام إجراء غسل العاثيات ذاته المستخدم في عزل الأضداد الاعتيادية، وهذا يسمح بزرعها في الزجاج بتراكيز مرتفعة. يسمح الحجم الصغير والنطاق المفرد لهذه الأضداد بالدخول إلى الخلايا الجرثومية بسهولة لتبدأ الإنتاج بكميات كبيرة، وهذا يجعلها مثاليةً للأهداف البحثية.
أًجريت أبحاث عديدة على الأضداد أحادية النطاق لاستخدامها في تطبيقات صيدلانية متعددة، ومن المحتمل أن تُستخدم في علاج متلازمة الشريان التاجي الحادة والسرطان ومرض آلزهايمر.

## الخصائص
يتألف الجسم الضدي وحيد النطاق من سلسلة ببتيدية بطول نحو 110 حموض أمينية، ويحوي نطاقًا متغيرًا واحدًا (في إتش) من السلسلة الثقيلة من الجسم الضدي أو الغلوبيولين المناعي الأصلي جي. تملك هذه الببتيدات ألفةً لمولدات الضد تشابه ألفة الأضداد الكاملة، لكنها أكثر مقاومةً للحرارة وأكثر استقرارًا تجاه المنظفات والتراكيز العالية من اليوريا، وتُعد تلك المشقة من أضداد الجمليات والأسماك أقل حبًا للدهون وأكثر انحلالًا في السوائل نظرًا لوجود المنطقة 3 المحددة للتكاملية (سي دي آر 3) التي تشكل عروةً ممتدة تغطي الموقع المحب للدهون الذي يرتبط عادةً بالسلسلة الخفيفة.
في دراسة أُجريت عام 1999، تحمل ضدان وحيدا النطاق من أصل ستة حرارة بلغت 90 درجة مئوية (194 درجة فهرنهايت) دون خسارة القدرة على الارتباط بمولدات الضد على نقيض الأجسام الضدية الأصلية. يعتمد استقرار هذه الأضداد في حمض المعدة وعند مواجهة إنزيمات البروتياز على تسلسل الحموض الأمينية. أظهرت بعض الأنواع فعاليةً في الأمعاء بعد تطبيقها الفموي، لكن امتصاصها الضعيف من المعي يعيق تطوير أضداد وحيدة النطاق فعالة جهازيًا قابلة للإعطاء الفموي.
تؤدي الكتلة الجزيئية المنخفضة نسبيًا إلى نفوذية أفضل في النسج ونقص العمر النصفي في البلازما لأنها تُطرح عن طريق الكلية، وعلى عكس الأضداد الكاملة، لا تبدي هذه الأضداد سميةً خلويةً محرضةً بجملة المتممة لأنها تفتقر لمنطقة القطعة المتبلورة «إف سي». تستطيع الأجسام الضدية وحيدة النطاق المشتقة من الجمليات والأسماك الارتباط بمولدات الضد الخفية التي لا تستطيع الأضداد الكاملة الوصول إليها، مثل المواقع الفعالة للإنزيمات. يبدو أن هذه الخاصية تعود إلى العروة الممتدة سي دي 3 القادرة على التغلغل إلى هذه المواقع.